# Andalen
Andalen is een plaats in de gemeente Göteborg in het landschap Bohuslän en de provincie Västra Götalands län in Zweden. De plaats heeft 1897 inwoners (2005) en een oppervlakte van 157 hectare. De plaats ligt op het via bruggen met het vasteland verbonden eiland Hisingen en grenst direct aan het Kattegat. De bebouwing in Andalen bestaat vrijwel geheel uit vrijstaande huizen en de stad Göteborg ligt ongeveer zeven kilometer ten westen van de plaats, het grootste deel van de inwoners van Andalen werkt dan ook in de stad Göteborg.